# Веселий Пролетар (театр)
«Веселий Пролетар» — український театр малих форм, що діяв в Харкові у 1927–1933 роках.

## Історія театру
Театр малих форм «Веселий Пролетар» був заснований у січні 1927 року за участі Л. Курбаса і молодого режисерського складу театру «Березіль». Художнім керівником було призначено Януарія Бортника, який так писав про цілі нового театру:

| Театр ставить своїм завданням обслуговувати робітничі клуби, бути для них певним зразком і впливати на підвищення культосвітньої роботи мистецькими засобами. Найперша мета театру — дати глядачеві здоровий радісний відпочинок. |
На той час в Харкові традиції театру мініатюр були значною мірою втрачені, і театру довелося займатися не тільки пошуками репертуару, а й вихованням акторів відповідного типу. До невеликої трупи театру увійшли молоді актори, які навчались акторській майстерності у Білоцерківській студії «Кийдрамте»: Ханаан Шмаін, Клавдія Грай, Іван Маківський, Григорій Лойко, Лідія Романенко.
Репетиції театру проходили в приміщенні Польського клубу по вул. Гоголя, 4 і в Клубі друкарів на Чернишевській, 13, а вистави — в різних профспілкових клубах Харкова.